# Fils de joie
Fils de joie is een nummer van de Belgische singer-songwriter Stromae uit zijn album Multitude, dat uitkwam in maart 2022. Als derde single uit dat album kreeg het een eigen release op 23 juni 2022.
Het nummer gaat over de zoon van een prostitué, waar de titel ook naar verwijst: een woordspeling of samentrekking van "fils de pute" (letterlijk "hoerenzoon") en "fille de joie" (letterlijk "meisje van plezier"). In het lied laat Stromae verschillende personages aan het woord die rond prostitutie werken, zoals een klant (eerste strofe), een pooier (tweede strofe) en een politieagent (derde strofe). Het nummer staat eveneens op de soundtrack van het gekende voetbalspel FIFA 23.
Muzikaal combineert het nummer barok (klavecimbel, violen) met funk carioca.
De videoclip, gelanceerd op Internationale Vrouwendag, toont Stromae als dictator van een fictief land in een eerbetoon aan een overleden sekswerker, tegelijk begrafenisceremonie en militaire parade. De choreografie is van Marion Motin. Voor de opnames in het Jubelpark werden een vijfhonderd figuranten gebruikt. 